# Fellow Travelers
Fellow Travelers (englisch für Reisegefährten, im politischen Kontext Weggenossen/Mitläufer) ist eine amerikanische Historienpolitthriller-Miniserie mit schwuler Liebesgeschichte, die seit Oktober 2023 bei Showtime erscheint. Sie basiert auf dem gleichnamigen Roman von Thomas Mallon aus dem Jahr 2007 und wurde von Ron Nyswaner fürs Fernsehen umgesetzt. Die zwei Hauptrollen wurden mit den offen schwulen Schauspielern Matt Bomer und Jonathan Bailey besetzt.

## Handlung
Die Serie erzählt die Liebesgeschichte zwischen Kriegsveteran Hawkins „Hawk“ Fuller und dem jüngeren, religiösen Tim(othy) „Skippy“ Laughlin, die sich 1952 in Washington, D.C. kennenlernen und dort beide für die Regierung arbeiten. In der McCarthy-Ära, die durch eine „Red Scare“ gegen angebliche Kommunisten und eine „lavender Scare“ gegen Homosexuelle geprägt ist, können sie ihre Affäre nur heimlich ausleben, während Hawk davor steht, sich mit einer Frau zu verloben. Ihre Geschichte zieht sich dennoch durch die weiteren Dekaden.
1986 ist Hawk in Washington verheiratet und mittlerweile Großvater; Tim lebt dagegen in San Francisco und ist an Aids erkrankt, was in dieser Zeit einem Todesurteil gleichkommt. Obwohl Tim Hawk nicht sehen will, da dieser ihm zu viele Kränkungen zugefügt hat, fährt Hawk ihn besuchen.

## Episodenliste
| Nr. | Deutscher Titel               | Originaltitel                      | Erstveröffentlichung USA | Deutschsprachige Erstveröffentlichung (D) | Regie            | Drehbuch                         |
| --- | ----------------------------- | ---------------------------------- | ------------------------ | ----------------------------------------- | ---------------- | -------------------------------- |
| 1 | Du bist großartig             | You’re Wonderful                   | 27. Okt. 2023            | 28. Okt. 2023                             | Daniel Minahan   | Ron Nyswaner                     |
| 1986: Hawk, mit Lucy Smith verheiratet und Großvater, feiert mit seiner Familie seine Versetzung nach Mailand, als Marcus erscheint. Er gibt ihm ein Geschenk von Tim, der an seiner Aidserkrankung sterben wird, Hawk aber nicht sehen will. Dennoch fliegt Hawk nach San Francisco und ruft dort Tim aus einem Diner an. Erst als dieses gerade schließen will, klingelt das Telefon. 1952/53: Hawkins Fuller, der im Außenministerium arbeitet und die Tochter des Senatoren Smith heiraten soll, lernt bei einer Wahlparty zur Präsidentschaftswahl Eisenhowers Timothy Laughlin kennen und verschafft ihm eine Stelle unter Joseph McCarthy, zu dessen neuen Beratern in seiner Antikommunismus-Kampagne Roy Cohn und David Schine gehören. In Tims Apartment beginnen sie eine Affäre. Hawk, der Tim dabei „Skippy“ nennt, nimmt beim Sex den bestimmenden, aggressiveren Part ein und will ihn ohne emotionale Teilnahme halten. Der religiöse Tim beichtet zwar diese Sünde, bereut sie aber nicht. Nachdem ein Kollege denunziert worden ist und nun den Behörden Namen liefern soll, gibt Hawk ihm den Namen Eddie Kofler, mit dem er selbst beim Cruising Sex hatte, was aber zu einem Selbstmordversuch Eddies führt. Durch eine Executive Order werden Sicherheitskontrollen in allen Regierungsbereichen nach Kommunisten und „sexuell Abartigen“ verschärft, wobei ein Geschenk Tims an Hawk sie verdächtig macht. |                               |                                    |                          |                                           |                  |                                  |
| 2 | Schussfest                    | Bulletproof                        | 3. Nov. 2023             | 4. Nov. 2023                              | Daniel Minahan   | Dee Johnson                      |
| 1986: Tims Schwester Maggie kommt in das Diner, um Hawk deutlich zu machen, dass er nicht hätte kommen sollen. Er hinterlässt Lucy eine Nachricht, dass er einen Rückflug habe, geht aber dennoch zu Tims Wohnung, wo er zum Essen bleibt. 1953: Hawks lesbische Sekretärin Mary Johnson spielt zu beider Tarnung Tims Partnerin. Auf einer Party bei ihr lernt er ihre Lebensgefährtin Caroline und weitere falsche Paare kennen. Hawk fährt zu seinen Eltern nach Hause, da sein Vater im Sterben liegt, der bereit sei, ihn wieder ins Testament aufzunehmen, aber Hawk entschuldigt sich nicht dafür, dass sein Vater ihn einmal mit einem anderen Jungen erwischte. Marcus Gaines, Reporter einer afroamerikanischen Zeitung, wird von der Anhörung gegen Langston Hughes wegen einer kritischen Nachfrage ausgeschlossen und recherchiert darauf gegen Schine, der bislang als dienstuntauglich dem Armeedienst entging. Seine Ergebnisse übergibt er Bobby Kennedy. Nachdem Caroline denunziert und beide Frauen befragt wurden, lässt Hawk Tim einen Brief an Mary schreiben, in dem er sie seiner Gefühle versichert, sich aber der Religion wegen trennt. Damit hängt Mary Annäherungsversuche allein Caroline an. Im Gegenzug erzählt Tim Hawk, dass Senator Smith auf McCarthys Feindesliste stehe, was Hawk an Smith weitergibt. Im Club kommt es zu Küssen zwischen Marcus und Dragqueen Frankie. |                               |                                    |                          |                                           |                  |                                  |
| 3 | Schlag mich                   | Hit Me                             | 10. Nov. 2023            | 11. Nov. 2023                             | Destiny Ekaragha | Brandon K Hines & Jack Solomon   |
| 1986: Tim erzählt, dass er Kaposi-Sarkom hat, und sei nicht bereit, Hawk zu vergeben. Als er in der Dusche stürzt, hilft Hawk ihm wieder auf, aber bekommt dabei Blut an seine Hände. Tim meint, dass Hawk einen AIDS-Test machen solle, nicht wegen des Bluts, sondern wegen seines Lebens. Bei der Befragung für den Test berichtet Hawk, dass er trotz seiner Ehe hin und wieder Sex mit Männern hat. 1953: Um belastendes Material gegen McCarthy zu erhalten, muss Hawk nach Rehoboth Beach reisen, wohin er Tim mitnimmt, nachdem sie sich für Wochen nicht mehr gesehen haben. Sie machen Halt an einer Schwulenbar, wo der Kontakt Cpl. Daniel Cherney als Stricher arbeitet. Tim wird von jemand anderem geküsst, aber lässt sich darauf nicht ein, und sieht Hawk in Daniels Hotelzimmer. Er gesteht, dass er richtig mit Hawk zusammen sein und ein normales Date haben will, worauf Hawk ihn in ein Restaurant ausführt. Im Hotel wirft Tim Hawk vor, dass er lieber Sex mit den „harten Jungs“ aus der Bar hätte, und bringt ihn so dazu, mit ihm harten Sex zu haben. Hawk erhält von Cherney einen Brief als Beweis, dass McCarthy mit ihm geschlafen haben soll. In Washington wird Marcus in einen Club, in dem Frankie auftritt, im Gegensatz zu weißen Gästen nicht hineingelassen. Als Frankie dazukommt, werden sie als „Schwuchteln“ beschimpft. Marcus schreibt über die rassistische Diskriminierung, aber nicht über den homophoben Angriff, da er immer zuerst als schwarzer Mann gesehen wird. Nachdem Schines Tauglichkeitsgrad geändert wurde, droht ihm die Einberufung, was Cohn unbedingt verhindern will. Anhand des Falls Ethel und Julius Rosenberg insinuiert er Spionage und Korruption in der Armee. McCarthy kündigt daher Untersuchungen in Fort Monmouth an und zugleich seine Verlobung mit seiner Sekretärin Jean Kerr, die zuvor angedeutet hatte, es sei auffällig, dass die drei Männer alle noch Junggesellen sind. |                               |                                    |                          |                                           |                  |                                  |
| 4 | Der Lügendetektor             | Your Nuts Roasting on an Open Fire | 17. Nov. 2023            | 18. Nov. 2023                             | James Kent       | Anya Leta                        |
| 1986: Bei einem Fernsehauftritt leugnet Roy Cohn, AIDS zu haben. Tim will, dass Hawk ihm ein Treffen mit dem Gouverneur von Kalifornien verschafft, um über ein geplantes AIDS-Antidiskriminierungsgesetz zu sprechen. Hawk lehnt ab und geht im Streit. In einem Schwulenclub lässt er sich aber nicht auf Sex ein, bei dem er penetriert würde. Als er in die Wohnung zurückkehrt, erfährt er, dass Tim einen Anfall hatte und im Krankenhaus liegt. 23./24. Dezember 1953: Hawk erhält eine Vorladung zur Untersuchung auf Homosexualitätsverdacht. Obwohl er Lucy wichtigen Senatoren vorstellt, muss er nach einer ersten Befragung sich auch einem Lügendetektortest unterziehen, bei dem er leugnet, jemals mit Männern Sex gehabt zu haben oder in einen Mann verliebt gewesen zu sein, und besteht schließlich als „sauber“. Marcus wird auf Probezeit bei der Washington Post angestellt. Weil Cohn nach Schines Einberufung immer wieder auf Sonderbehandlungen und gegen eine Auslandsversetzung drängt, droht ihnen eine Untersuchung. McCarthy und Cohn treffen sich in New York mit Armeejustiziar John Adams, der ihnen Amtsmissbrauch vorwirft, während sie darin Rache wegen der Monmouth-Untersuchungen sehen. Jean Kerr rät McCarthy, um sich zu schützen, Cohn und Schine zu entlassen. Diese erhalten aber durch Tim das belastende Material gegen McCarthy. |                               |                                    |                          |                                           |                  |                                  |
| 5 | Versprich, nicht zu schreiben | Promise You Won’t Write            | 24. Nov. 2023            | 25. Nov. 2023                             | James Kent       | Katie Rose Rogers &Robbie Rogers |
| 1986: Hawk eilt in das Krankenhaus und sieht dort, wie Tim auf seinem Bett einen Anfall hat, bevor eine Krankenschwester einen Vorhang zuzieht. Später kann er ihn besuchen und mit ihm am Bett sitzen. 1954: Die im Fernsehen übertragenen Armee-McCarthy-Anhörungen finden statt; Cohn wird dort eine verdächtige Nähe zu Schine unterstellt. Bei einer Razzia des Schwulenclubs wird Lucys Bruder Leonard mit einem Mann erwischt, aber Hawk kann ihn aus der Haft holen. Er hilft Senator Smith, Leonard an einen Ort zu bringen, wo er geheilt werden soll. Cohn zeigt ein Foto mit Schine neben Secretary of the Army Robert T. Stevens, das Tim als bearbeitet erkennt. Nachdem sowohl Cohn als auch McCarthy ihn einschüchtern, kündigt Tim und wendet sich an Armeeanwalt Joseph Welch, der dadurch die Bearbeitung entlarven kann. Schine verlässt darauf Washington und Cohn tritt aus McCarthys Team zurück. Senator Smiths Gegner enthüllen ihm, dass sie Leonards Verhaftungsprotokoll haben, und fordern, dass er zurücktreten soll. Hawk weist daraufhin Tim ab, weil er Lucy einen Antrag machen will; Smith erschießt sich in seinem Büro. Tim schreibt sich bei der Armee ein und erhält vor seinem Dienstantritt einen letzten Besuch von Hawk, den er bittet, ihm nicht zu schreiben. |                               |                                    |                          |                                           |                  |                                  |
| 6 | Unermesslich                  | Beyond Measure                     | 1. Dez. 2023             | 2. Dez. 2023                              | Uta Briesewitz   | Dee Johnson                      |
| 1986: An Tims Krankenbett betrachten er und Hawk sein Gefängnistattoo und erinnern sich daran, dass er vorbestraft ist. 1968: Hawk und Lucy haben mittlerweile zwei Kinder; Tim ist angehender Priester und Antikriegsaktivist. Als er nach einem Protest vom FBI gesucht wird, kontaktiert Hawk ihn und bringt ihn in seiner Jagdhütte unter, die zum Landhaus der Familie gehört, in dem Lucy am Wochenende eine Party gibt. Obwohl Hawks Anwalt ihm einen Deal aushandelt, geht Tim nicht darauf ein, weil er seine Kameraden verraten müsste. Nach einem Streit mit seinem Vater versteckt Hawks Sohn Jackson sich in der Jagdhütte und lernt Tim kennen. Auch während der Feier geht Jackson dorthin. Am Morgen geht Tim zu Lucy und telefoniert vom Haus aus, um sich zu stellen. Sie sagt ihm, dass sie vor Jahren, als Tim Hawk einen Liebesbrief geschrieben hatte, durch den sie dessen Neigung entdeckte, diesen verbrannte. Nachdem sie Hawk Vorwürfe macht, weil er Tim in ihr Leben gebracht hat, fährt Hawk und beobachtet an der Straße, wie Tim in ein Polizeiauto steigt. Marcus, der bei seinem Vater lebt, um sich um ihn zu kümmern, erhält Besuch von Frankie, bevor dieser nach San Francisco umzieht. |                               |                                    |                          |                                           |                  |                                  |
| 7 | Nächte des Zorns              | White Nights                       | 8. Dez. 2023             | 9. Dez. 2023                              | Destiny Ekaragha | Ron Nyswaner & Brandon K Hines   |
| 1978 werden der offen schwule Politiker Harvey Milk und San Franciscos Bürgermeister George Moscone von Dan White erschossen; im Mai 1979 wird das Urteil erwartet. Tim, nun Sozialarbeiter in San Francisco, folgt, nachdem er sich Lucys Erlaubnis eingeholt hat, endlich Hawks Hilferuf auf das Schwulenparadies Fire Island. Dort lenkt Hawk sich mit Alkohol, Drogen und einem Liebhaber von der Trauer um Jackson ab, der vor sechs Monaten an einer Überdosis Heroin starb. Nach einem Streit lässt auch Tim sich schließlich auf Kokain, Feiern und den Versuch eines Dreiers ein, doch über einem Foto von Jackson bricht Hawk weinend in seinen Armen zusammen. Nach Tims Abreise ist auch Hawk endlich bereit, zu Lucy und Kimberly zurückzukehren. Als White einen Tag vor Milks Geburtstag nur wegen fahrlässiger Tötung statt Mordes verurteilt wird, marschieren die Schwulen Richtung City Hall und es kommt zu den White Night Riots. Marcus und sein Schüler Jerome sind in der Elephant Walk Bar, als diese aus Rache von Polizisten gestürmt wird. Tim nimmt an einer Kerzenlichtwache teil. |                               |                                    |                          |                                           |                  |                                  |
| 8 | Mach es leicht                | Make It Easy                       | 15. Dez. 2023            | 17. Dez. 2023                             | Uta Briesewitz   | Anya Leta & Jack Solomon         |
| 1986: Lucy ruft an, dass sie in San Francisco ist, und besucht Tim im Krankenhaus, um zu sehen, wie viel er Hawk bedeutet. Dem sagt sie wiederum, dass sie nicht mit ihm nach Italien gehen wird. Hawk spricht mit David Holm, seinem Kontakt zum Gouverneur, der ihm aber keine Hoffnungen macht. Holm gibt ihm Karten zu einer Gala des Gouverneurs, aber lässt dort Hawk und Tim nicht zu ihm. Nachdem Tim Hawk nach Hause schickt, stürmen er, Marcus, Frankie, Jerome und andere Aktivisten die Galabühne zum Protest. Als Hawk nach Hause zurückkehrt, ist Lucy schon nicht mehr da. 1987 ist Hawk bei der ersten Auslegung des NAMES Project AIDS Memorial Quilt. Cohns Quadrat mit der Aufschrift „Bully, Coward, Victim“ ist zu sehen. Als Hawk an Tims Quadrat mit der Aufschrift „Beyond Measure“ steht, kommt Kimberly dazu und er erzählt ihr, dass er Tim geliebt hat. 1957: Nachdem Tim an Hawk wegen Flüchtlinge des Ungarischen Volksaufstandes schreibt, kehrt er nach Washington zurück und erhält Aussicht auf eine Stelle im Flüchtlingshilfsbüro. Als im Mai McCarthy stirbt, sieht Tim mit an, wie der Sarg in den Leichenwagen getragen wird. Hawk nimmt ihn von dort in seine neue Wohnung mit, wo sie sich von da an immer wieder zum Sex treffen. Währenddessen ist Lucy erstmals schwanger und der Geburt nahe, weswegen Hawk nicht länger wegbleiben kann. Er schwärzt Tim bei dem Untersuchungsbüro des Verdachts auf Homosexualität an, sodass Tim die Stelle nicht erhält und nicht mehr für die Regierung arbeiten darf. Als Tim Mary davon erzählt, macht sie ihm klar, dass Hawk dahintersteckt. Bevor Tim wieder geht, sieht er sich im Krankenhaus Baby Jackson an. |                               |                                    |                          |                                           |                  |                                  |

## Besetzung und Synchronisation
Die deutschsprachige Synchronisation entstand nach Dialogbüchern und der Dialogregie von Stephan Hoffmann durch die Cinephon Filmproduktions-GmbH in Berlin.
| Rolle                 | Darsteller            | Synchronsprecher   | Folge      |
| Hauptrolle            | Hauptrolle            | Hauptrolle         | Hauptrolle |
| --------------------- | --------------------- | ------------------ | ---------- |
| Hawkins „Hawk“ Fuller | Matt Bomer            | Nico Mamone        | 1–8        |
| Tim „Skippy“ Laughlin | Jonathan Bailey       | Martin Bonvicini   | 1–8        |
| Marcus Gaines         | Jelani Alladin        |                    | 1–8        |
| Senator Smith Anm     | Linus Roache          |                    | 1–5        |
| Frankie Hines         | Noah J. Ricketts      |                    | 1–8        |
| Lucy Smith/Fuller     | Allison Williams      | Anja Mentzendorff  | 1–8        |
| Historische Figuren   |                       |                    |            |
| Joseph McCarthy       | Chris Bauer           |                    | 1–5        |
| Roy Cohn              | Will Brill            |                    | 1–5, 8     |
| David Schine          | Matt Visser           |                    | 1–5        |
| Jean Kerr             | Christine Horne       | Isabelle Höpfner   | 1–5, 8     |
| Stormé                | Chelsea Russell       |                    | 1–5        |
| Bobby Kennedy         | Ben Sanders           |                    | 1–2        |
| Karl Earl Mundt       | Thom Marriott         | Peter Sura         | 1–2, 4–5   |
| Scott McLeod          | Joel Keller           |                    | 2, 4       |
| Langston Hughes       | Brian Dunstan         |                    | 2          |
| Francesco Palmiero    | Mike Vitorovich       |                    | 3          |
| Thruston Morton       | Robin Wilcock         |                    | 4          |
| Henry Bridges         | David Storch          | Romanus Fuhrmann   | 4          |
| John G. Adams         | Michael Rinaldi       |                    | 4          |
| Joseph N. Welch       | John Jarvis           |                    | 5          |
| Ray Jenkins           | Simon Reynolds        |                    | 5          |
| Cleve Jones           | Augustus Oicle        |                    | 7          |
| Weitere Nebenrollen   |                       |                    |            |
| Mary Johnson          | Erin Neufer           | Susanne Geier      | 1–2, 4, 8  |
| Miss Addison          | Keara Graves          |                    | 1–2, 4, 8  |
| Eddie Kofler          | David Tomlinson       |                    | 1          |
| George Bauers         | Jameson Kraemer       |                    | 1          |
| Kimberly Fuller       | Brittany Raymond      | Stella Sommerfeld  | 1, 7–8     |
| Kimberly Fuller       | Teagan Sellers (Kind) | Milena Rybizcka    | 6–7        |
| Estelle Fuller        | Rosemary Dunsmore     |                    | 2          |
| Leonard Smith         | Mike Taylor           |                    | 2, 4–5     |
| Helen Smith           | Jane Moffat           |                    | 2, 4–6     |
| Caroline Stuart       | Gabbi Kosmidis        |                    | 2          |
| Maggie Laughlin       | Edie Inksetter        |                    | 2–3        |
| Russell Fuller        | Peter Millard         |                    | 2          |
| Bill                  | Craig Arnold          |                    | 3          |
| Cpl. Daniel Cherney   | Robert Bazzochi       |                    | 3          |
| Major General Reber   | Scott Wickware        |                    | 3          |
| Jerome                | Jude Wilson           |                    | 4, 7–8     |
| Edward Price          | Paul Hopkins          |                    | 4–5        |
| Fred Treband          | Michael Therriault    | Georgios Tzitzikos | 4, 8       |
| Katherine Laughlin    | Addison Holley        |                    | 4          |
| Dr. Fremont           | Gray Powell           | Peter Flechtner    | 5          |
| Stan Hogan            | Matthew John Evans    |                    | 5          |
| Jackson Fuller        | Etienne Kellici       |                    | 6–7        |
| Father Lawrence       | James Allodi          |                    | 6          |
| Jerry Sickler         | Colin Glazer          |                    | 6          |
| Donald Gaines         | Franklin Ojeda Smith  |                    | 6          |
| Craig                 | Morgan Lever          |                    | 7          |
| Rafael                | Carlos Gonzalez-Vio   |                    | 7          |
| Joel                  | Nathan Keyes          |                    | 7          |
| Dave Holm             | Tim Campbell          |                    | 8          |
| Howard Lonigan        | Jeffrey Wetsch        |                    | 8          |
| Mr. Osborne           | Scott Beaudin         |                    | 8          |
| Roger                 | Matthew Lemche        |                    | 8          |

## Hintergrund

### Entwicklung, Stab und Besetzung
Der Roman Fellow Travelers von Thomas Mallon wurde ab September 2021 durch den Autor und Regisseur Ron Nyswaner, der vor allem für das Drehbuch des AIDS-Dramas Philadelphia bekannt ist, fürs Fernsehen adaptiert. Er fungiert zudem als Showrunner und Executive Producer, letzteres zusammen mit Robbie Rogers und Regisseur Michael Grandage. Grandage inszenierte zuvor den von Nyswaner geschriebenen Film Der Liebhaber meines Mannes aus dem Jahr 2022, der von Rogers produziert wurde. Nyswaner hatte sich bereits in den zehn Jahren zuvor mit dem Roman beschäftigt und mit dem Ziel, daraus einen Film zu machen, recherchiert. Als er den Roman Rogers zusandte, entstand durch ihn die Idee, die Geschichte als Miniserie umzusetzen und um Dekaden zu erweitern.
Weitere Executive Producer sind Hauptdarsteller Matt Bomer und Regisseur Daniel Minahan, der der die ersten beiden Episoden inszenierte.
Wie Mallon sind alle diese Männer offen schwul.
Im Juli wurde als Bomers Partner der schwule Jonathan Bailey besetzt, der in dem Jahr Star der zweiten Bridgerton-Staffel war. In einer zweiten Liebesgeschichte zwischen zwei Schwarzen sind Jelani Alladin und Noah J. Ricketts zu sehen, die beide in der Broadway-Produktion von Die Eiskönigin – Das Musical Kristoff gespielt haben.

### Produktion und Dreh
Die Serie wurde durch Fremantle und Showtime produziert, das im April 2022 acht Episoden bestellte. Die Dreharbeiten in Toronto begannen im Juli 2022 und dauerten sechs Monate. In den Studios wurde täglich an drei-vier Bühnen gearbeitet; Szenen wurden nicht streng in chronologischer Reihenfolge gedreht, sondern häufig an einem Tag verschiedene Jahrzehnte hintereinander. Lake Ontario, wo zuerst gedreht werden musste, um den Winter zu vermeiden, stellt die Strände von Fire Island in den 1970ern dar.
Besondere Wichtigkeit in den Beziehungen wurde auf die Sexszenen gelegt, die immer auch die Geschichte voranbringen sollten, unter anderem durch die dabei stattfindende Übertragung von Macht. Für diese Szenen galten zwei Regeln, zum einen Oscar Wildes Sentenz ”Everything in the world is about sex except sex. Sex is about power.“ (Alles auf der Welt dreht sich um Sex, außer Sex. Sex dreht sich um Macht.); zum anderen, dass kein gleicher sexueller Akt zweimal gezeigt werden solle.
Kostümdesigner Joseph La Corte, der zuvor beispielsweise für Fosse/Verdon und Mord im Auftrag Gottes gearbeitet hatte, und sein Team erstellten etwas unter 4.500 Kostüme mit fast 700 für die Hauptbesetzung. Während die Kostüme für Bomers Figur hauptsächlich Sonderanfertigungen waren, wurden für Bailey Miet- und Secondhand-Kleidung genommen.
Für die finale Szene, in der der NAMES Project AIDS Memorial Quilt gezeigt wird, welcher heutzutage zu groß ist, um vollständig ausgerollt zu werden, stellte die NAMES Project Foundation dem Team einige tatsächliche Quadrate des Quilts zur Verfügung, darunter das von Roy Cohn und von Ron Nyswaners Neffen Kevin, dem dieser den Film Philadelphia gewidmet hatte. Weitere fiktive Quadrate wurden handgefertigt und der Quilt schließlich mit CGI vergrößert.

## Veröffentlichung
Die Serie hatte ihre nordamerikanische Premiere am 27. Oktober 2023 bei dem Streamingkanal von Showtime unter Paramount+ und am 29. Oktober Fernsehpremiere beim Sender von Showtime. Unter anderem neben dem Vereinigten Königreich und Südamerika wurde die erste Episode in den deutschsprachigen Ländern am 28. Oktober bei den jeweiligen Ablegern von Paramount+ veröffentlicht.

## Rezeption

### Kritiken
Nach Alistair James von der Attitude sei die Serie das perfekte Mittel, zeitlose Themen von Identität, Vorurteilen und ‘othering’ zu erforschen. Sie trete in den wachsenden Pantheon an LGBT-Medien, die die Traumata der Community angehen, deren Darstellung sich aber nicht als willkürlich oder ‘trauma porn’ anfühle. Für Lacy Milas von Paste sei sie überraschend altmodisch als Rückkehr zu einer anderen Zeit des Fernsehens: eine Prestige-Miniserie mit einer offensichtlichen sozialen Botschaft und voller dramatischen Szenen, dafür bestimmt für eine Emmy-Nominierung zusammengestellt zu werden, deren ernsthafter Ton und Gangart sich manchmal schwerfällig anfühlen können.
In Rezension werden besonders die Schauspielleistungen von Bomer und Bailey gelobt sowie ihre greifbare Chemie. Bailey habe eine dominierende Bildschirmpräsenz, die die vollständige Aufmerksamkeit der Zuschauer an sich zieht. Insbesondere Bailey sei durchgehend ein Wunder und das schlagende Herz der Serie.
Bomers Figur wird mit Mad Mens Don Draper und Brian Kinney aus Queer as Folk verglichen. Sie würden gemeinsam zwei der besten Haupt-Schauspielleistungen des Jahres liefern.
In einer deutschen Rezension befindet Matthias Kalle von Zeit Online, es handle sich um die beste Miniserie des Jahres und ”eine der schönsten Liebesgeschichten, die das serielle Fernsehen in den letzten Jahren erzählt hat.“ Er schreibt: „Die Serie ist Liebesdrama, Politthriller, Gesellschaftsanalyse und eine große Erzählung darüber, wer man ist und wer man sein darf. Das alles ist hervorragend geschrieben, sensationell gespielt und beinahe mit epischem Anspruch inszeniert. Nach hinten heraus gibt es die ein oder andere Nachlässigkeit in der Dramaturgie, aber das sind Kinkerlitzchen im Vergleich zu der Wucht, die Fellow Travelers beim Schauen entfacht.“
Fellow Travelers wurde von Variety, der Washington Post und dem New Yorker unter den besten Serien des Jahres 2023 gezählt.

### Auszeichnungen
Es wurde bekanntgegeben, dass Jonathan Bailey seine Schauspielleistung bei Preisverleihungen für die Kategorie des Nebendarstellers einreicht, während Matt Bomer als Hauptdarsteller antritt, damit sie nicht um eine einzelne Auszeichnung konkurrieren. Nominierungen wurden für die Serie in der Kategorie „Beste Miniserie“, an Bomer und Bailey jeweils in den Kategorien „Bester Hauptdarsteller einer Miniserie“ und „Bester Nebendarsteller einer Miniserie“ vergeben.
Bei den Critics’ Choice Television Awards 2024 waren die Serie sowie Bomer und Bailey nominiert; ebenso gab es drei Nominierungen bei den Satellite Awards 2023. Bei den Golden Globe Awards 2024 waren die Serie und Bomer nominiert. Bomer kommentierte, jede Nominierung für ihn sei auch eine für Bailey, denn „es gibt keinen Hawk ohne Tim.“ Bei den Screen Actors Guild Awards 2024 war Bomer nominiert. Für die Primetime-Emmy-Verleihung 2024 wurde die Serie für 23 Nominierungen in 19 Kategorien eingereicht. Neben Bomer und Bailey ging eine weitere Nominierung an Ron Nyswaner als Drehbuchautor. Auch bei den Astra Television Awards waren die Serie, Bomer, Bailey und Nywaner nominiert.
Die Serie wurde bei den Golden Tomato Awards und den GLAAD Media Awards als Beste Miniserie des Jahres 2023 geehrt und erhielt einen Peabody Award und eine Auszeichnung der African-American Film Critics Association. Matt Bomer und Ron Nyswaner erhielten bei den IndieWire Honors einen Wavelength Award. Jonathan Bailey gewann den Critics’ Choice Award als Bester Nebendarsteller in einer Miniserie, den Satellite Award als Bester Nebendarsteller und den Astra Television Award als Bester Nebendarsteller einer Miniserie. Bomer und Bailey wurden beide bei den Dorian TV Awards durch die GALECA, Society of LGBTQ Entertainment Critics, ausgezeichnet.